# Feurtillia
Feurtillia es un género de foraminífero bentónico de la subfamilia Choffatellinae, de la familia Cyclamminidae, de la superfamilia Loftusioidea, del suborden Loftusiina y del orden Loftusiida. Su especie tipo es Feurtillia frequens. Su rango cronoestratigráfico abarca desde el Tithoniense (Jurásico superior) hasta el Valanginiense (Cretácico superior).

## Discusión
Clasificaciones previas incluían Feurtillia en el suborden Textulariina del orden Textulariida o en el orden Lituolida.

## Clasificación
Feurtillia incluye a las siguientes especies:
- Feurtillia caspiansis †
- Feurtillia dissimilis †
- Feurtillia frequens †
- Feurtillia gracilis †